# Meiderich

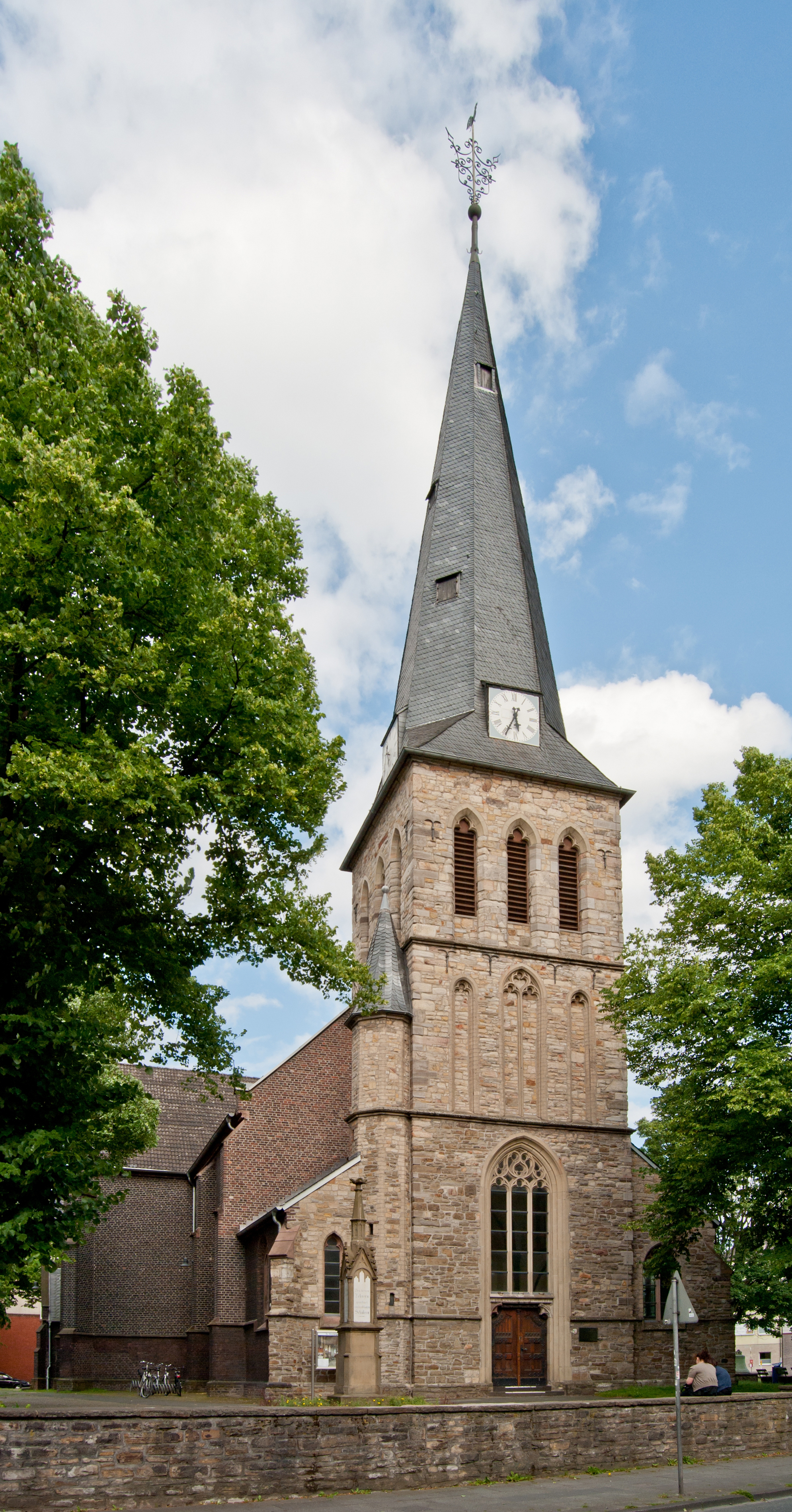
Ev. Kirche Mittelmeiderich (2012)

Meiderich ist ein Ort im Duisburger Stadtbezirk Meiderich-Beeck. Er besteht aus den drei Duisburger Stadtteilen Ober-, Mittel- und Untermeiderich. Ende 2023 lebten in Meiderich 46.488 Einwohner. Die Fläche der drei Stadtteile beträgt 15 Quadratkilometer, die Hälfte der Fläche des Stadtbezirks.

## Lage
Meiderich bildet den Osten des Stadtbezirks Meiderich-Beeck. Es grenzt im Süden an Duissern, im Südwesten an Ruhrort und Kaßlerfeld (bzw. die Ruhr), im Westen an Laar und Beeck, im Norden an Alt-Hamborn und Neumühl, im Osten an die Oberhausener Stadtteile Lirich und Alstaden an der Ruhr sowie im Südosten an den Mülheimer Stadtteil Speldorf.

## Geschichte
Der Ortsname geht zurück auf Medriki, was „feuchte Gegend“ bedeutet. Erstmals erwähnt wird der Name der Gegend am Beginn des 10. Jahrhunderts im Güterverzeichnis der Abtei Werden. Bereits Ende des 9. Jahrhunderts erscheint die Burg Lakum (Lacheim). Die mittelalterliche Geschichte von Meiderich ist gut erforscht. Anders als heute lag der Ortskern von Meiderich direkt an der Ruhr (auf dem Prallhang am Nordufer). Dort landete die Aakerfähre. Die Stadtarchäologie hat 2008 fünf (Vorgänger-)Bauten der Pfarrkirche St. Georg bis 1509 nachgewiesen, die im 19. Jahrhundert einstürzte. Die Pfarrei wurde wohl in der zweiten Hälfte des 12. Jahrhunderts errichtet. Das Patronat gehörte dem Damenstift Gerresheim. Im Jahr 1311 wurde die Pfarrei dem Stift inkorporiert.
Das Kirchspiel Meiderich umfasste die folgenden acht Bauerschaften (in alphabetischer Reihenfolge):
- Berchum
- Berg
- Borkhofen
- Dümpten,
- Lakum (Sitz eines Oberhofs; Besitz des Klosters Corvey – Vittinghof-, dann Klevisches Lehen)
- Lösort
- (Kirch-)Dorf Meiderich
- Vohwinkel

Es gehörte zum Archidiakonat Xanten und darunter zu dem großen Dekanat Duisburg. Seit dem Ende des 15. Jahrhunderts bauten die Herzöge von Kleve ihr Kirchenregiment aus. Mit dem Aussterben der Linie Jülich-Kleve-Mark-Ravensberg ging diese Landesherrschaft 1609 an Brandenburg über. Seither war die Gemeinde reformiert.
Das Dorf Meiderich war im Spätmittelalter Verkehrsknotenpunkt für mehrere Straßen. Im Norden wurde das Kirchspiel begrenzt von der Emscher (an der in einer Schleife der Buschmannshof liegt). Auf dem Buschmannshof spielt das bekannte „Mirakelbuch“ des Arnt Buschman aus dem Jahr 1444.
Der heutige Stadtteil geht also auf einen bäuerlichen zerstreuten Siedlungsraum zurück, der bis zur Industrialisierung weitgehend unverändert blieb. Bereits im frühen 19. Jahrhundert wurde zwischen Ober- (heute 17.181 Einwohner – in etwa den Bauerschaften Lösort und Dümpten entsprechend), Mittel- (heute 18.520 Einwohner – in etwa dem Kirchdorf Meiderich und Borkhofen entsprechend) und Untermeiderich (heute 10.164 Einwohner – in etwa entsprechend den Bauerschaften Berchum, Berg, Lakum und Vohwinkel entsprechend) unterschieden. Seit 2009 wird Meiderich zu statistischen Zwecken zusätzlich in die zehn Wohnquartiere Mittelmeiderich-Kern, -Nord und -Stadtpark, Obermeiderich-Hagenshof, -Landschaftspark, -Ost, -Ratingsee und -Schlachthof/Bahnhof-Ost sowie in Untermeiderich-Berg und -Süd eingeteilt.
Während der Franzosenzeit gehörte Meiderich zur Mairie Ruhrort im Kanton Duisburg des Großherzogtums Berg. 1815 fiel Meiderich wieder zurück an Preußen und bildete seitdem eine Gemeinde in der Bürgermeisterei Ruhrort.
Die Stadt Ruhrort nahm 1857 die Rheinische Städteordnung an. Seitdem wurde zwischen der Stadtbürgermeisterei Ruhrort und der Bürgermeisterei Ruhrort-Land unterschieden, die die Gemeinde Meiderich umfasste und weiterhin von Ruhrort aus verwaltet wurde. 1874 wurde Meiderich zu einer eigenständigen Bürgermeisterei erhoben; erster Bürgermeister wurde Karl von der Mark. In jener Zeit entstand das Meidericher Rathaus. Es wurde in einer Bombennacht 1943 zerstört. 1894 erhielt Meiderich Stadtrechte.
Im Jahr 1904 beabsichtigte die Stadt Duisburg ihre Rheinwiesen aufzukaufen, um ihre Hafenanlagen zu erweitern. Gegen diesen Plan legte die preußische Regierung Einspruch ein. Sie wollte Miteigentümerin der Duisburger Häfen werden und verlangte, dass der Hafen auf dem Gebiet der Stadt Meiderich anzulegen und Meiderich zusammen mit Ruhrort nach Duisburg einzugemeinden sei. Um die Eingemeindung zu verhindern, gründete sich 1905 der Meidericher Bürgerverein. Doch die Bemühungen des Vereins waren vergebens.
Am 20. Juli 1905 unterzeichneten der preußische König Wilhelm II. und Ministerpräsident Fürst von Bülow die Vereinigungsverträge zwischen der Stadtgemeinde Duisburg und den Stadtgemeinden Ruhrort und Meiderich: „Die Stadtgemeinden Ruhrort und Meiderich werden vom 1. Oktober 1905 ab, unter Abtrennung von dem Kreise Ruhrort, der Stadtgemeinde und dem Stadtkreise Duisburg nach Maßgabe der […] Verträge vom 1. und 4. Mai 1905 einverleibt.“
Meiderich hatte damals bereits etwa 41.000 Einwohner.

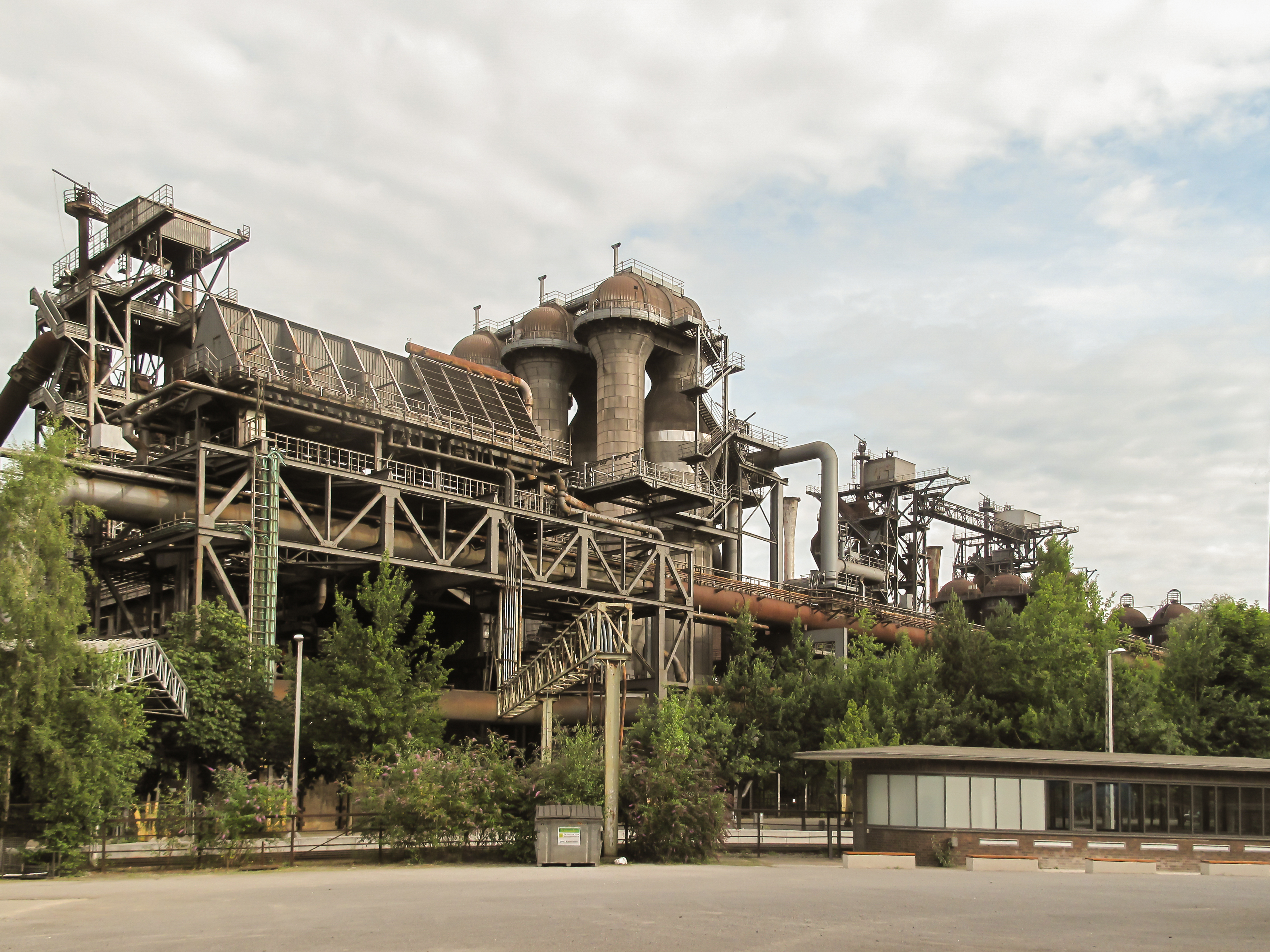
Landschaftspark Duisburg-Nord

Während der Herrschaft der rheinischen Separatisten in Duisburg im Oktober und November 1923 residierte die reguläre Stadtverwaltung zeitweise im alten Meidericher Rathaus. In der Zeit von 1942 bis 1943 gab es in Meiderich das KZ-Außenlager Ratingsee, das zunächst dem Konzentrationslager Sachsenhausen, später dem Konzentrationslager Buchenwald unterstellt war.
Auf dem Gebiet um ein stillgelegtes Hüttenwerk in Meiderich entstand im Rahmen der Internationalen Bauausstellung Emscher Park der Landschaftspark Duisburg-Nord.
Historische Einwohnerzahlen
| Jahr | Einwohner | Quelle |
| ---- | --------- | ------ |
| 1734 | 01.000    | [ 13 ] |
| 1763 | 00.916    | [ 13 ] |
| 1800 | 01.200    | [ 13 ] |
| 1832 | 02.409    | [ 7 ]  |
| 1864 | 06.918    | [ 14 ] |
| 1871 | 09.070    | [ 15 ] |
| 1885 | 16.105    | [ 16 ] |
| 1895 | 25.833    | [ 17 ] |

## Verkehr

### Bahn
Der Stadtteil ist über die von der Duisburger Verkehrsgesellschaft betriebene Straßenbahnlinie 903 und die Stadtbahnlinie U79 mit Dinslaken, Duisburg und Düsseldorf verbunden. Der U-Bahn-Tunnel der Stadtbahn unterquert Häfen und Ruhr. Daneben besteht die Regionalbahnlinie 36 nach Ruhrort und Oberhausen, die bereits 1848 von der Köln-Mindener Eisenbahn eröffnet wurde. Die Verbindung nach Moers wurde 1983 und die Verbindung nach Mülheim-Styrum 1995 eingestellt. Knotenpunkt dieser Linien ist der Bahnhof Duisburg-Meiderich Süd, dessen zugehöriger U-Bahnhof von der DVG als Meiderich Bahnhof bezeichnet wird.

### Straße
Duisburg-Meiderich ist über die Anschlussstellen Duisburg-Meiderich und Duisburg-Ruhrort der A 59 sowie über die Anschlussstelle Oberhausen-Lirich der A 3 erreichbar.

## Kunst-Bahnhof in Meiderich
Die Stadt Duisburg verfolgt bei der Weiterentwicklung ihres öffentlichen Verkehrsnetzes in der Sparte der S- und U-Bahnen seit 1986 das Konzept, alle Stationen der neuen U-Bahnstrecken von namhaften Künstlern gestalten zu lassen. Zu den bereits existierenden U-Bahnhöfen von Tomas Riehle, Gerhard Richter und Isa Genzken wurde im September 2000 eine neue Station von Eberhard Bosslet eingeweiht.
Zwei dominante, geometrische Bildflächen aus Farbe und Glas von jeweils 85 Meter Länge sind die prägenden Elemente des U-Bahnhofs „Auf dem Damm“. Ihre breitflächigen Linien und Bündelungen sind Abstraktionen von Begriffen wie verteilen, sammeln und kanalisieren. Die Struktur dieser Bildwände berücksichtigt den Bahnhof als Handlungsraum der kommenden, wartenden und gehenden Passagiere und unterstützt unterschwellig durch die Farbgebung und die geometrische Ordnung das Verhalten und Orientieren der Benutzer im Raum. Im Eingangsbereich, der Verteilerhalle des U-Bahnhofs, befinden sich an den Stirnflächen über den Treppen, wo gewöhnlich leuchtende Werbeflächen ihren Platz haben, ein Großfoto aus der Phase der Bauaktivitäten und ein „Verkehrswegeplan“. Die Grafik „Verkehrswegeplan“ dient jedoch nicht der Orientierung, sondern ist wie die schon beschriebenen Elemente ein eigenwirkliches Bild: Ortsbezeichnungen, Stadtteil- und Straßennamen sind darauf nicht zu finden.

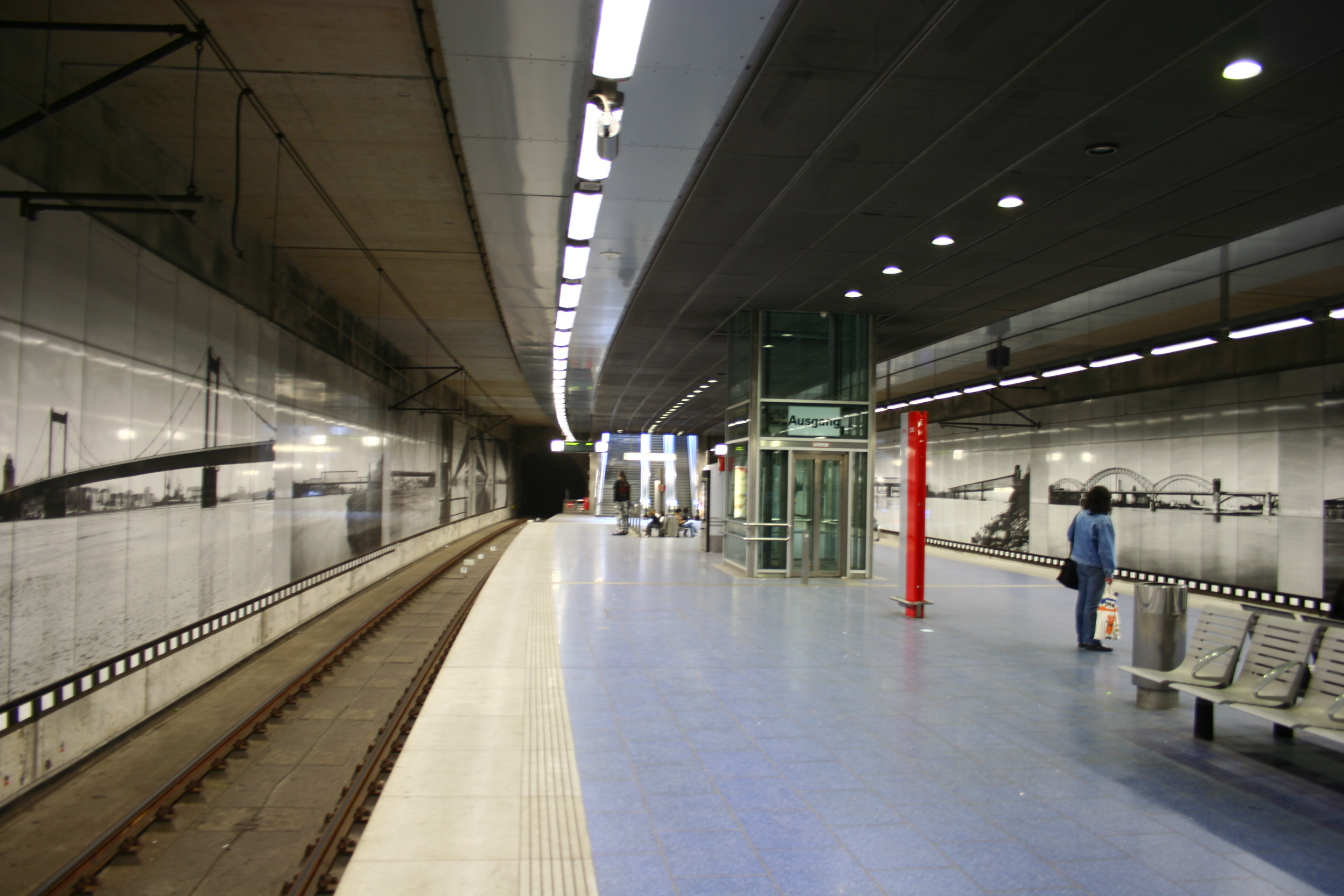
Tomas Riehle, U-Bahnhof Meiderich Bahnhof, Architekturfotografien, 2000

## Sport

### MSV Duisburg
Der 1902 gegründete Meidericher Spielverein war ursprünglich auf einem Gelände im Schatten der Zeche Westende beheimatet. Dort entstand das Stadion Meiderich. Nachdem der MSV 1951 in die damals höchste Spielklasse Oberliga West aufgestiegen war, wuchs die Kapazität der Sportanlage bis auf 27.000 Plätze an. Der Meidericher SV konnte sich in der Liga einen Namen machen und repräsentierte somit den Ortsteil Meiderich auf der höchsten Stufe des damals noch regional begrenzten Ligensystems. Mit dem Duisburger Spielverein und Hamborn 07 gab es in der Oberliga zwei Stadtrivalen, doch um das Jahr 1960 stiegen die Meidericher endgültig zur Nummer eins in Duisburg auf. 1963 qualifizierte sich der MSV für die Erstaustragung der Bundesliga, womit der Umzug von Meiderich ins weiter südlich gelegene Wedaustadion einherging.
Durch das Auftreten des Klubs in der Bundesliga geriet auch der Name des Ortsteils Meiderich deutschlandweit in die Presse. Die damalige Mannschaft bestand im Wesentlichen aus in Meiderich geborenen Spielern und konnte 1964 mit der deutschen Vizemeisterschaft den wohl größten Erfolg in der Vereinsgeschichte für sich verbuchen. Auf Drängen der Stadt Duisburg benannte sich der Meidericher SV 1967 in MSV Duisburg um. Er blieb der deutschen Eliteklasse bis 1982 ununterbrochen erhalten und musste erst in diesem Jahr den Abstieg hinnehmen. Anschließend fand der MSV immer mal wieder den Weg zurück in die höchste Spielklasse und konnte außerdem durch vier DFB-Pokalfinalteilnahmen auf sich aufmerksam machen. In Meiderich ist der Klub trotz des Wechsels der Spielstätte nach wie vor fest verwurzelt, da sich das Trainingszentrum am einstigen Gründungsort an der Westender Straße befindet.

### Weitere Sportvereine
Der Meidericher TTC 47 gehörte in den 1970er Jahren zu den stärksten deutschen Tischtennisvereinen.
Der ESV Grün-Weiß-Roland Meiderich, auch genannt die „Grasplatten“, hat im Bereich Breitensport die meisten Mitglieder im Ruhrgebiet und ist dank seines vielfältigen Angebots ein fester Bestandteil der Meidericher Bewegungskultur. Der Gesamtverein hat derzeit 900 Mitglieder, die auch aus angrenzenden Städten kommen. Besonders bekannt wurde der Eisenbahnerverein Ende der 1970er-Jahre durch seine besonders erfolgreiche Prellballmannschaft. Trotz sehr guter Jungenarbeit hat der Verein unter Nachwuchsproblemen zu leiden. In den Spitzenzeiten der 1980er-Jahre hatte der Verein 1100 Mitglieder.
Ein darüber hinaus bekannter Verein im Duisburger Fußball war der Nachbarklub DJK Roland Obermeiderich. Dieser schon 1922 gegründete Verein war etwas Besonderes im Ruhrpott-Fußball: stets etwas familiärer als andere Klubs (so auch im Vereinlied besungen als „… Roland ist klein aber fein …“), man zog sich in den Kellern (!) der nahe gelegenen Kirche St. Bernhard um, musste von dort über die enge Albrechtstraße einen halben Kilometer „zum Platz“ laufen und dieser lag dann auch noch auf Oberhausener Stadtgebiet. Roland, stets vor dem 1. FC Hagenshof und dem ESV GW Meiderich die Nummer eins in Obermeiderich, musste 1994 aus wirtschaftlichen Gründen mit dem „ungeliebten“ Fußball-Kameraden des ESV Grün-Weiß Meiderich fusionieren. Es blieb aber die Erinnerung an 72 Jahre Kampf, Sieg und Niederlage und der allseits beliebte Rolandkarneval …

### Sonstige Vereine
Karnevalsvereine in Meiderich sind die 1. Große Meidericher Carneval Gesellschaft von 1979 (MCV), die unter anderem den Blutwurstsonntagumzug in Meiderich ausrichtet und das Hoppeditzerwachen am Martinstag, sowie der Meidericher Carnevals Club Rot-Schwarz 1987 (MCC).

## Persönlichkeiten

### Ehrenbürger
- Otto von Bismarck (Verleihung der Ehrenbürgerwürde am 1. April 1895)
- Friedrich Hammacher wurde die Ehrenbürgerwürde am 25. Juni 1898 verliehen.[20]

### Söhne und Töchter von Meiderich
- Jakob von der Kuhlen (1777–1862), evangelischer Theologe und Präses der Märkischen Gesamtsynode
- Wilhelm Frede (1875–1942), Diplomat und Widersacher der NS-Diktatur
- Hedda Eulenberg (1876–1960), Übersetzerin und Schriftstellerin
- Friedrich Maase (1878–1959), Jurist, Pazifist und Oppositioneller
- Wilhelm Lehmbruck (1881–1919), Bildhauer und Grafiker
- Arnold Dehnen (1882–1969), Politiker (DNVP, CDU)
- Paul Bäumer (1896–1927), deutscher Jagdflieger des Ersten Weltkriegs
- Ernst Kähler (1914–1991), evangelischer Theologe und Kirchenhistoriker
- Dirk Dautzenberg (1921–2009), Schauspieler und Theaterregisseur
- Werner Hanfgarn (1925–1999), Journalist
- Heinz Haferkamp (1933–2019), Professor für Werkstoffkunde an der Gottfried Wilhelm Leibniz Universität Hannover
- Uschi Krämer (1933–2010), Lehrerin, Journalistin und niederdeutsche Autorin
- Günter Preuß (* 1936), Fußballspieler und -trainer
- Fritz Pleitgen (1938–2022), Journalist
- Werner „Eia“ Krämer (1940–2010), Fußballnationalspieler
- Michael Bella (* 1945), Fußballnationalspieler
- Rolf Krebs (* 1949), evangelischer Theologe
- Ludger Engels (* 1963), Musiker, Opern- und Theaterregisseur
- Siham El-Maimouni (* 1985), Redakteurin sowie Radio- und TV-Moderatorin
- Marie Wegener (* 2001), Sängerin, Gewinnerin der 15. Staffel der Castingshow Deutschland sucht den Superstar